# Nanna (sumerská mytologie)
Nanna (též Nanar), později zvaný Sín (či Su´en), byl v sumersko-akkadské mytologii bohem Měsíce, pán plodných a neplodných dnů, otec ohně a světelné záře. Zároveň byl božským soudcem a věštcem (spolu se slunečním bohem Šamašem).
Některé aspekty tohoto boha byly rozšířeny i v Elamu, Eble a u Chetitů. Chrám tohoto božstva se nacházel například ve městě Harran.
Základní představa byla taková, že když bozi (An, Enki a Enlil) určili osudy, nebe, země a měsíce propůjčili měsíci nejprve srp, poté člun a nakonec korunu (úplněk) tyto dary každý měsíc vracel a znovu dostával.

## Rodinné poměry
- otec: Enlil
- matka: Ninlil
- bratři: Nergal
  - Ninazu
  - Enbililulu
- manželka: Ningal
- děti: Utu (akkadsky Šamaš)
  - Numušda
  - Inanna (akkadsky Ištar) – někdy, především v Uruku, bývá za jejího otce považován An

## Symboly
Jeho symbolem byl drak se lví hlavou a býk. Jeho posvátné číslo bylo „30“. Zobrazován bývá na člunu, jak pluje noční oblohou.

## Nanna v literatuře
Bůh měsíce vystupuje v celé řadě mýtů, oslavných písních a jiných literární textů. Tyto texty svědčí o jeho velké popularitě, bohužel se nezachoval žádný mýtus v takové podobě, aby bylo možno udělat nějaký životopis.
O zrození tohoto boha vypovídá mýtus Enlil a Ninlil – viz Enlil.